# Arboretum Lohbrügge
Het Arboretum Lohbrügge is een arboretum en botanische tuin in het district Bergedorf in de Duitse stad Hamburg. Het werd in 1965 opgericht door de Bundesforschungsanstalt für Forst- und Holzwirtschaft. De standaardafkorting van het arboretum is Lohbr.
De kassen hebben een oppervlakte van 700 m² en een hoogte van 14 meter. Ze bevatten 500 boomsoorten uit drie verschillende klimaatzones: tropisch, subtropisch en Mediterraan. Hieronder bevinden zich de krappa (Carapa guianensis), de Spaanse ceder (Cedrela odorata), de Indische palissander (Dalbergia latifolia) en de Amerikaanse mahonie (Khaya ivorensis).
Het arboretum bevat ook een herbarium met 3200 soorten en een xylotheek met 24.000 houtmonsters.